# Opération Desert Fox

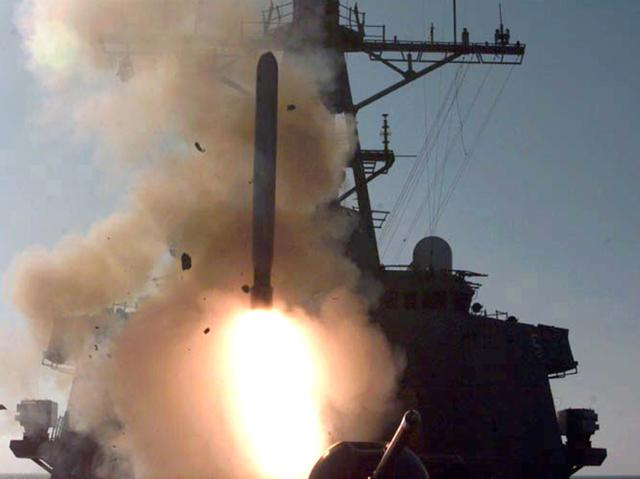
Un missile de croisière BGM-109 Tomahawk est tiré à partir d'un destroyer de classe Arleigh Burke lors de l'opération, 19 décembre 1998.

L’opération Desert Fox, aussi nommée dans la francophonie par sa traduction opération Renard du désert,, est une campagne de bombardements majeure menée du 16 au 19 décembre 1998 par les États-Unis et le Royaume-Uni contre des cibles irakiennes après l'échec des négociations entre les inspecteurs de l'ONU et le président irakien Saddam Hussein concernant les armes de destruction massive en Irak. Elle est planifiée et exécutée par le général Anthony Zinni.
L'objectif déclaré de Desert Fox est de frapper des cibles militaires contribuant à la capacité de l'Irak à produire, stocker, préserver et fournir des armes de destruction massive. 30 500 personnels américains et britanniques furent déployés dans le cadre de l'opération et les pertes irakiennes furent estimées de 600 à 2 000 tués. Le programme nucléaire irakien deviendra l'une des causes majeures de l'invasion de l'Irak par les États-Unis en 2003.